# Вольное (Амурская область)
Во́льное — село в Архаринском районе Амурской области, административный центр Вольненского сельсовета.. 

## География
Село Вольное расположено к югу от районного центра Архара, стоит на правом берегу реки Архара.
Дорога к селу Вольное идёт через с. Орловка, расстояние до Архары — 22 км, до Орловки — 8 км.
От села Вольное вниз по правому берегу Архары, затем верх по левому берегу Амура идёт дорога к селу Иннокентьевка.
На левом берегу Архары напротив села Вольное стоит село Ленинское.

## Население
| 2002 | 2010 | 2012 | 2013 | 2014 | 2015 | 2016 |
| ---- | ---- | ---- | ---- | ---- | ---- | ---- |
| 131  | ↘109 | ↘99  | ↘93  | →93  | ↗96  | ↘92  |
| 2017 | 2018 |      |      |      |      |      |
| ↘89  | ↘84  |      |      |      |      |      |

## История
В 1916 году с января по май для нужд отделения ЖД в Архаре был заключен договор с переселенцами — Шароватовым Василием Ивановичем, Булатовым, Юрченко — о поставке дёгтя. Для работ было определено место на заливе реки Архара у впадения в Амур. И обозначено как Вольное поселение, что было записано уполномоченным топографом. Первые поселенцы с семьями жили в землянках на берегу залива. Добыча дегтя просуществовала до 1925 г.
Основано в 1920 г. под названием Половинка. Спустя два года, в 1922 г. переименовано в Вольное, вернулись к старому названию Вольное поселение или просто село Вольное, т.к. в том году был освобожден окончательно Дальний Восток от японских интервентов и белогвардейцев. Название символизирует данное событие. Выходцы села Вольное участвовали в войне с японцами. На бронепоезде воевали: Кривощеков, два брата Комаренок с Архары и Шароватов Костя 1898—1920 с Вольного, они расстреляны японцами в п. Тамбуки на Зее. Шароватов А.В. 1900—1951 с. Вольного воевал в отряде Гребенькова, затем с отрядом ушли на Восток и участвовали в бою под сопкой Волочаевка.

## Инфраструктура
Сельскохозяйственные предприятия Архаринского района.

## Улицы
Ул., Центральная.
Ул., Молодёжная.
Ул., Озёрная.
Ул., Заливная.
Ул., Набережная.